# (4072) Yayoi
(4072) Yayoi – planetoida z grupy pasa głównego asteroid okrążająca Słońce w ciągu 3 lat i 53 dni w średniej odległości 2,15 j.a. Została odkryta 30 października 1981 w obserwatorium w Kiso przez Hirokiego Kōsai i Kiichirō Furukawę. Nazwa planetoidy pochodzi od Yayoi, okresu w historii Japonii. Przed nadaniem nazwy planetoida nosiła oznaczenie tymczasowe (4072) 1981 UJ4.